# 杵築城
杵築城（きつきじょう）は、大分県杵築市杵築にあった日本の城。城跡のうち麓の藩主御殿跡は大分県の史跡に指定されている。また、城郭があった台山地区と藩主御殿地区は、国の史跡に指定されている。

## 概要

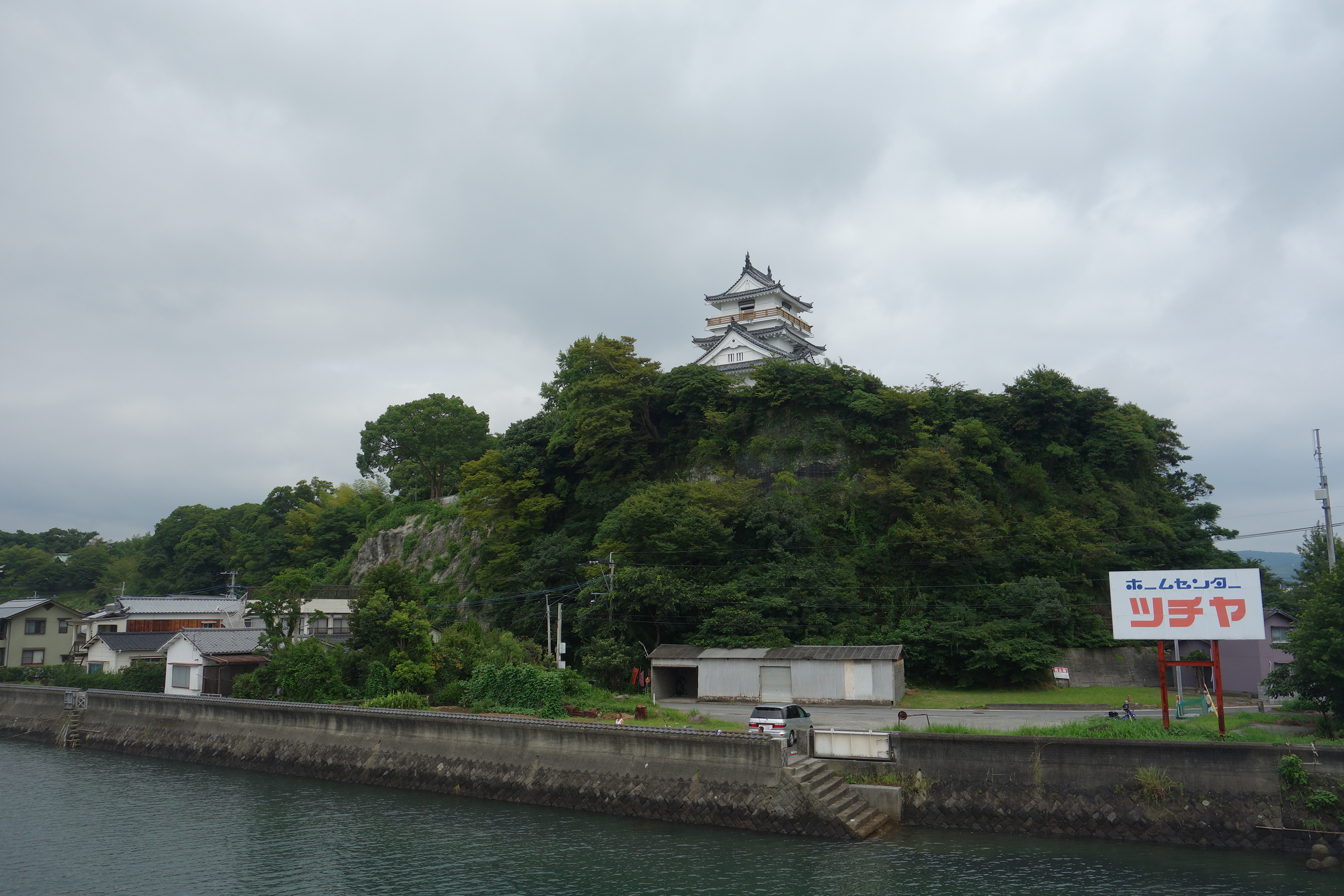
台山上に建つ杵築城（模擬天守）

杵築城は、室町時代初期に木付氏によって八坂川の河口にある台山（だいやま）の上に築かれた。台山は、北は高山川、東は守江湾に囲まれた天然の要害である。連郭式の平山城で、台山を空堀により4区画に区切られていた。
戦国時代には大友氏と島津氏の戦い（豊薩合戦）の舞台となり、江戸時代には杵築藩の藩庁が置かれた。
城跡のうち台山上の部分は、公園として整備され、天守台跡に資料館と展望所を兼ねた模擬天守が建てられている。
また、公園の一角には東京法学社（法政大学の前身）の創立に関わった金丸鉄と伊藤修（いずれも杵築藩出身）のレリーフが刻まれた法政大学創立者顕彰碑が設置されている。

## 歴史
木付氏は当初鴨川の竹ノ尾に城（竹ノ尾城）を構えたが、明徳5年（1394年）に、木付頼直が杵築城（当時は木付城）を築き、城を移した。
戦国時代、島津氏の大軍に攻められるが、城主木付鎮直が籠城して抗戦の末これを退けた。しかし、後に主君の大友義統が文禄の役での失態の責めを負って豊臣秀吉により改易されると、当主木付統直は自刃し木付氏も滅びた。
杵築を含む豊後国は豊臣家の蔵入地となって前田玄以、宮部継潤が奉行を務めた後、慶長元年（1596年）に杉原長房の所領となる。同年の震災（慶長豊後地震）と、慶長2年（1597年）の暴風雨によって天守などが損壊したため、長房は慶長2年（1597年）に台山北麓に居館を移した。慶長5年（1600年）2月には細川忠興の所領となり、重臣の有吉立行を城代として置いた。慶長6年（1601年）には松井康之が城代となっている。
天守は慶長13年（1608年）6月に落雷で焼失したが、その後、再建された。2017年（平成29年）に行われた調査では再建後の石垣が確認されている。また、文献の記録から、再建天守は3重の層塔型であったと考えられている。慶長20年（1615年）に一国一城令が発せられると、台山の主郭部は破却され、城郭機能は台山北麓の居館（後の藩主御殿）に移された。
寛永9年（1632年）、忠興の子・忠利が熊本藩に移封となると、替わって小笠原忠知が入った。正保2年（1645年）には松平英親（能見氏）が豊後高田藩より3万2千石で封じられた。能見氏のもとで平地への移転が完了し、台山の城郭は17世紀末までに廃止された。元禄7年（1694年）4月に杵築を訪れた貝原益軒は『豊国紀行』に「木付に城なし、町あり」と記している。
正徳2年（1712年）、幕府の朱印状に「木付」と書くべきところが「杵築」と記されていたため、幕府に伺いを立てた上で「杵築」と表記するようになり、従来、木付城と表記されていたこの城も、杵築城と表記されるようになった。

## 遺構
台地上の台山地区には、城山公園が整備されている。本丸の天守台跡には3層の模擬天守が建てられ、資料館及び展望所として利用されている。2017年（平成29年）に国の史跡指定を目指して行われた発掘調査では、土塁や堀切が確認され、大友氏による豊後国支配が終焉を迎えた文禄2年（1593年）から、慶長20年（1615年）の破却に至るまでの城郭の変遷が明らかとなった。
山麓の藩主御殿地区は、杵築神社、旧杵築中学校、旧杵築市立図書館一帯に位置しており、堀、石垣、庭園の遺構が残されている。旧杵築中学校の校舎建て替えに伴い2010年（平成22年）から行われた発掘調査で、校庭から藩主御殿跡が発見され、2016年（平成28年）2月23日に県の史跡に指定された。
また、旧城内城鼻地区に旧船形屋敷が現存し、現在は民家として利用されている。